# Elasmus neofunereus
Elasmus neofunereus är en stekelart som beskrevs av Edgar F. Riek 1967. Elasmus neofunereus ingår i släktet Elasmus och familjen finglanssteklar. Inga underarter finns listade i Catalogue of Life.